# Castelo Branxholme
O Castelo Branxholme (em língua inglesa Branxholme Castle) é um castelo localizado em Hawick, Scottish Borders, Escócia.
Encontra-se classificado na categoria "A" do "listed building" desde 16 de março de 1971.